# Lophodermium festucae
Lophodermium festucae är en svampart som först beskrevs av Casimir Roumèguere, och fick sitt nu gällande namn av Terrier 1942. Lophodermium festucae ingår i släktet Lophodermium och familjen Rhytismataceae.   Inga underarter finns listade i Catalogue of Life.